# Pavla Poznarová
 (septembre 2008).
Si vous disposez d'ouvrages ou d'articles de référence ou si vous connaissez des sites web de qualité traitant du thème abordé ici, merci de compléter l'article en donnant les références utiles à sa vérifiabilité et en les liant à la section « Notes et références ».
Pavla Poznarova, née le 26 septembre 1986, à Zlín en République Tchèque est une joueuse internationale de handball tchèque. 
Elle mesure 1,80 m pour 71 kg. Sa position est arrière gauche, elle a le numéro 7.

## Carrière

### Club
compétitions nationales
- vainqueur du championnat de République tchèque en 2005 (avec HC Zlín)
- vainqueur du championnat de France en 2007, 2008 et 2009 (avec HB Metz Moselle Lorraine)
- vainqueur de la coupe de la Ligue en 2007, 2008 et 2009 (avec HB Metz Moselle Lorraine)
- finaliste de la coupe de France en 2009 (avec HB Metz Moselle Lorraine)

### Sélection nationale
- 2003 : sélection en équipe nationale Tchèque A